# Детское чтение (журнал, 1865)
«Де́тское чте́ние» — детский журнал, выходивший в Москве в 1865 году.

## История
Журнал для детей от 12 до 15 лет «Детское чтение» выходил в Москве в 1865 году ежемесячно. Всего было выпущено 3 тома.
Издавал и редактировал журнал Г. Ф. Головачёв (1817—1880).
Журнал заполнялся главным образом популярными статьями на естественнонаучные темы. Сравнительно меньшее место занимала русская и переводная беллетристика.
В первых трёх номерах впервые на русском языке публиковалась историко-приключенческая повесть Жюля Верна «Граф де Шантелен». В журнале печатался охранительный роман В. П. Клюшникова «Другая жизнь», в идиллических тонах изображавший взаимоотношения помещиков и крестьян при крепостном праве.